# شتاینفلد (شلسویگ-هولشتاین)
شتاینفلد (به آلمانی: Steinfeld) یک شهر در آلمان است که در اشلسویگ-فلنسبورگ واقع شده‌است. شتاینفلد ۷۲۹ نفر جمعیت دارد.